# Delta-O-18
Em geoquímica, paleoclimatologia e paleoceanografia δ18O ou delta-O-18 é uma medida da razão de isótopos estáveis 18O:16O (oxigénio-18:oxigénio-16). É comumente utilizada como uma medida da temperatura de precipitação, como uma medida de interações minerais de águas subterrâneas, como um indicador de processos que mostram fracionamento isotópico, como methanogenesis. Em paleosciences, dados 18O:16O  de corais, foraminíferos e tarolos de gelo são usados como um substituto para a temperatura. A definição é, de "per mil" (‰, partes por mil):
{\displaystyle \delta ^{18}O={\Biggl (}{\frac {{\bigl (}{\frac {^{18}O}{^{16}O}}{\bigr )}_{amostra}}{{\bigl (}{\frac {^{18}O}{^{16}O}}{\bigr )}_{standard}}}-1{\Biggr )}*1000\ ^{o}\!/\!_{oo}}
onde o padrão tem uma composição isotópica conhecida, tais como Vienna Standard Mean Ocean Water (VSMOW). O fraccionamento pode surgir a partir de cinética, do equilíbrio, ou fracionamento independentes de massa.

## Extrapolação de temperatura
Com base na suposição simplificadora de que o sinal pode ser atribuído apenas à mudança de temperatura, com os efeitos da salinidade e da mudança do volume de gelo ignorados, Epstein et al. (1953) estimou que a δ18O o aumento de 0,22 ‰ é equivalente a um resfriamento de 1 °C.  Mais precisamente, Epstein et al. (1953) dão uma extrapolação quadrática para a temperatura, como 
{\displaystyle T=16.5-4.3\mathrm {\delta } +0.14\mathrm {\delta ^{2}} }
onde T é a temperatura em °C (com base em um ajuste de mínimos quadrados para uma faixa de valores de temperatura entre 9 °C e 29 °C, com um desvio padrão de ±0.6 °C, e δ é δ18O para uma amostra de carbonato de cálcio).

## 
1. ↑  Timothy Shanahan (18 de janeiro de 2011). «Lecture 16 - Oxygen Isotopes» (PDF). Jackson School of Geosciences of the University of Texas at Austin
2. ↑  EPSTEIN, S.; BUCHSBAUM, R.; LOWENSTAM, H. A.; UREY, H. C. (1953). «REVISED CARBONATE-WATER ISOTOPIC TEMPERATURE SCALE». Geological Society of America Bulletin (11). 1315 páginas. ISSN 0016-7606. doi:10.1130/0016-7606(1953)64[1315:rcits]2.0.co;2. Consultado em 11 de junho de 2021
3. ↑  Epstein, S.; Buchsbaum, R.; Lowenstam, H.; Urey, H. (1953). «Revised carbonate-water isotopic temperature scale». Geol. Soc. Am. Bull. 64 (11): 1315–1325. Bibcode:1953GSAB...64.1315E. doi:10.1130/0016-7606(1953)64[1315:rcits]2.0.co;2